# 中国共产党山西省委员会
37°51′32″N 112°32′13″E / 37.85886°N 112.53683°E
中国共产党山西省委员会，简称中共山西省委，是中国共产党在山西省的领导机关，由中国共产党山西省代表大会选举产生。在代表大会闭会期间，执行中国共产党中央委员会的指示和中国共产党山西省代表大会的决议，领导山西省的党务工作，定期向中国共产党中央委员会报告工作。目前，唐登杰担任该委员会书记，卢东亮担任副书记。

## 沿革

### 第一次国共内战期间
1927年4月27日至5月9日，中共第五次全国代表大会在武汉举行。中共太原地执委王鸿钧参加大会。此时，山西省党的组织有5个地执委，归中共北方区委领导；有19个直属支部，归中共太原地执委领导；全省党员总数696人。为了加强对山西全省党组织的统一领导，经中共中央批准，于1927年5月19日，成立中共山西省委，由颜昌杰任书记。
然而四一二政变后，阎锡山于6月间通电拥护蒋介石南京国民政府，山西境内改悬青天白日旗；阎锡山自任北方国民革命军总司令，宣布取消山西省长，自兼山西省政；还电请国民党山西省党部厉行清党。山西省政府根据国民党山西清党委员会提供的名单，发令通缉包括中共山西省委负责人颜昌杰、崔锄人、王鸿钧等三十余人，期间查封了中共领导的太原总工会及各行业工会，大、中学校的学生会。阎锡山颁布《各军事长官连带办法》以进行反共清共。中共山西省委转移，未遭重大损失。1927年7月，颜昌杰因病离职返回北京，中共北方区委派戎子桐来山西工作，改组了中共山西省委，确定王鸿钧代理省委书记。省委机关也迁往距太原80公里的晋中祁县。
同年8月4日，中共中央致信中共山西省委，通报了全党实行土地革命，举行农民暴动，创造工农武装，建立工农政权的新政策。中共山西省委执行中央的指示，把工作重点由省城转向全省农村，实行土地革命。省委多数领导成员和党的骨干分子，分赴全省各地农村，组织农民协会。1927年11月，全省三分之一的县建立或恢复了中共地下组织。1928年8月7日，中共中央在汉口召开紧急会议（八七会议），总结失败教训，确定了实行土地革命和武装反抗国民党反动派的总方针。然而由于当时正值晋奉战争，正太铁路不能通车，直到10月前后，中共山西省委才辗转接到中共河南省委送来的八七会议通告。双十节，中共山西省委组织太原总工会数百名会员捣毁了山西当局办的工人联合会，并准备营救被捕的原省地执委负责人王瀛，进而举行武装暴动。阎锡山派出军警镇压了这次暴动，杀害王瀛和被捕的工人。1928年元旦，因省委主要负责人在省城继续组织暗杀国民党右派首领活动，遭到阎锡山当局更大规模的搜捕，使省委的工作处于危机之中。1928年2月，在山西霍县召开省委扩大会议时被改选。
1928年2月，中共山西省委扩大会议在晋南霍州召开，王鸿钧、戎子桐等二十多人参加。会议强调在白色恐怖下，山西省委应积极组织群众向敌人进攻，决定在各地发动暴动，组织成立平（遥）介（休）、洪（洞）赵（城）、河东、汾阳、大同5个特委和太原、阳泉两个市委。会议根据中共中央关于“在党的各级领导干部中，工人成分要占到三分之二”的指示，做出了改组各级党组织领导机构的决定，选举出由4名工人、3名知识分子组成的中共山西省委，王世益担任书记。但霍州会议后，阎锡山当局和国民党山西省党部清共委员会四处抓捕共产党员，在不到一个月的时间里，刚成立的中共山西省委书记王世益等人相继被捕，全省中共党组织、共青团组织十之八九被破坏党组织处于解体状态。
1928年4月，中共山西省委派汪铭到上海向中共中央汇报，中央于1928年3月26日致信中共山西省委，批评备奉行总暴动是盲目主义错误，指出山西党的任务是加紧工人、农民、士兵中的工作。同月汪铭向省委委员王鸿钧等传达了中央的指示，王鸿钧等提出组建中共山西临时省委。1928年10月25目，中央致信山西省委，指出山西的统治阶级还比较稳定，中共地下工作需要重新创造。为此，中央批准组建中共山西临时省委。经山西党团联席会议推选，王世隆为书记。同年12月，王世隆因提取党的活动经费汇款在榆次被捕，常委赵源借口找王世隆追回汇款而跑掉。临时省委决定对两人按叛党逃走而开除党籍，并因此事向中央写了检查报告。
1929年1月，汪铭再去上海向中共中央汇报工作。同年2月2日，中央负责同志与汪铭研究了山西党组织的情况，中央对山西党的工作和军事工作给临时省委写了两封指示信，信中指出“目前山西党的任务是深入到群众中去，积极领导工农群众的斗争”，“省委实行集体领导，建立巡视员制度。”指示信还要求山西省委加强军事工作。汪铭回到山西积极恢复党建组织。此时，除霍县、赵城党组织外，其余市、县党组织均遭很大的破坏，被捕党员达200人以上。同年3月4日和22日，汪铭两次给中共中央写信，反映山西党组织在白色恐怖下，“损失特别厉害”，要求中央派政治能力较强的同志来山西参加省委工作。同年3月25日，周恩来为中央起草了《给顺直省委并注铭同志的指示信》，决定“目前山西不成立省委，先着手于地方工作的恢复和建立，山西工作改归顺直省委兼管。”1929年5月，根据中央指示信精神，撤销中共山西临时省委，成立中共太原市委，归中共顺直省委领导。
1930年3月，中共中央北方局派习从真任中共山西特委书记兼国民军第三集团军兵暴特派员，指示山西特委组织武装暴动，在太原附近开展游击战争。习从真在太原双塔寺召集山西军官教导团中的秘密党员50余人开会，传达北方局指示。会议认为敌强我弱，没有条件在太原附近开展游击战争，不同意组织兵暴。由于习从真拒绝执行北方局组织兵暴的决定，同年6月，北方局派北平团市委书记王青士等来太原改组山西特委，由王青士任书记。王青士认真执行北方局指示，在太原秘密组织兵暴活动，因脱离实际未能实现，反而使党组织遭受损失。1930年10月，冯玉祥、阎锡山进攻蒋介石战争失败，阎、冯军队溃退山西，山西内部阶级矛盾日益激化。中共中央北方局为推进山西全省的武装暴动，派刘天章来太原改组山西特委，成立中共山西省委。
1930年10月，阎锡山、冯玉祥联合倒蒋战争失败后，阎锡山被迫下野隐退大连，山西军政事务交由晋绥警备司令徐永昌和山西省政府主席商震主持。各自掠地自保，粮秣军饷就近起捐，引起了各地农民、士兵不同程度的反抗。因此，中共山西省委以太原为重点的山西党组织放手开展工农反暴政运动，发展党的秘密组织，积极准备武装暴动，并成功派遣党员进入高桂滋部、冯玉祥部、太原军官教导团、李服膺部、宋哲元部、宋殿英部等。中共中央北方局在天津召开扩大会议，确定山西为北方革命的重点，决定成立中共山西省委，连续选派政治、军事干部到省委工作，由刘天章任书记。同年11月，省委成立省军委，北方局派谷雄一任军委书记，负责领导山西的武装暴动工作。1930年12月，中共中央决定撤消中共中央北方局和中共顺直省委，成立中共河北省委；中共山西省委改称中共山西特委，归中共河北省委领导。
1931年1月，成立由中共河北省委领导的中共山西特委。同年2月，中共中央决定停止中共河北省委工作，成立中共河北临时省委。同年3月，中共山西特委的领导成员也作了调整。特委根据中共六届四中全会决议，中共河北临时省委派贺昌、薄一波来山西巡视工作。同年5月，特委派人改造晋西武装成功，在吕梁山区西宋庄村成立了中国工农红军西北游击大队晋西游击队第一大队（简称晋西游击队）。同年7月，特委派军委书记到平定县国民党军十一师高桂滋部发动兵变，创建了中国工农红军第二十四军。9月，山西特委秘书处、通讯处先后暴露，特委秘书长丁楚元，河北省委特派员陈伯英、任国祯等被捕，丁、陈叛变后供出了特委负责人及全省党团组织的通讯地址和接头人。同年10月，全省党组织数百人被捕，刘天章、阴凯卿、任国桢等10余人遇害，娄凝先等30余人被判徒刑。
1932年3月，中共河北省委派栗志周、阎子祥等来晋整顿充实山西特委，栗志周接任书记。特委在整顿各地党组织的同时，大力发展党的外围组织，以群众组织的名义开展革命斗争。先后成立山西省社会科学联合会、山西省左翼作家联盟、山西省教职员联合会、山西革命互济会、山西文化总同盟、抗日反帝同盟会等组织。
1931年九·一八事变后，山西以太原为中心掀起了抗日救国高潮。特委和太原市委领导太原数千名学生持续开展学生运动。1932年3月，阎锡山与国民党合流，任太原绥靖主任，大肆抓捕共产党和学生领袖。到1933年1月，党领导的外围组织被破坏，山西特委书记栗志周被特务盯梢。此时，中共山西特委改归中共中央上海临时中央局领导。上级党为保护处于险境的负责干部，于1933年5月派维公来山西接替栗志周的工作。1934年1月，山西特委秘书处负责人王光甫被捕后叛变，供出了中共山西省地下全部情况，致使太原、大同等地党组织被破坏。中共中央决定调特委书记离晋，特委停止活动，由特委宣传部长黄彝组建中共太原临时工作委员会。不久黄彝病逝，王伯唐继任书记，中共太原临时工委继续领导全省党的工作。此时，阎锡山为了实施“十年建设计划”，允许在一定范围内介绍外国革命理论书籍。党组织从外省请来秘密党员温健公、张友渔、邢西洋、孔祥祯和侯外庐等来山西，为阎锡山讲授马克思主义，秘密做上层统一战线工作。1934年11月，中共太原临时工委改建成中共山西工委。
1934年11月，中共中央批准成立中共山西工委，王伯唐任工委书记。工委先归中共中央上海临时中央局领导，1935年5月，中共中央北方局成立后，山西工委改归北方局领导。同年7月，中共山西工委交通员在上海叛变后，又潜回山西投靠阎锡山当局；北方局通知山西工委负责人立即转移。同年8月，北方局派王文达以特派员身份来山西主持工委工作。同年11月，书记王伯唐在转移前被捕牺牲。1935年一二·九运动爆发后，党组织发动太原学生举行全市规模的抗日救国示威游行。
1936年2月，中共中央组建的中国人民红军抗日先锋军东渡黄河，开赴山西抗日前线，阎锡山层层设防堵截红军入晋抗日。由于国民党派遣约十个师入晋增援晋军阻止红军，红军5月5日全部回师河西，并发出《停战议和一致抗日的通电》。期间中共山西工委书记王文达离开太原返回北方局，山西工委处于解体状态。1936年6月，中共中央北方局派李宝森回晋任中共山西工委书记，恢复工委的工作，建立了中共太原市工委。同年11月，中共中央北方局再派张友清任山西工委书记，调整了工委领导成员。1936年10月，中共中央北方局派薄一波等回山西，组建了中共山西公开工作委员会，直属北方局领导，与中共山西工委的工作完全分开，又互相配合。薄一波经与阎锡山会谈，改组了由阎锡山组建的山西牺牲救国同盟会。北方局又陆续派大批党的领导干部到山西参加牺盟会工作，使之逐渐成为共产党领导的抗日团体。中共山西工委通过牺盟会从多方面开展了抗日救亡工作，扩建了党的地方组织和抗日群众团体。至1937年七七事变前，中共山西工委直辖23个地方党组织。

### 抗日战争期间
1937年7月7日，日军发动芦沟桥事变，并迅速沿平绥、平汉、津蒲等铁路干线展开战略进攻，山西成为抗日前线。以张友清为书记的中共山西工委进一步发动、组织广大人民群众开展抗日救亡运动，发出“保卫山西、保卫华北”的号召。随着抗日救亡运动的深入发展，中共山西工委通过牺牲救国同盟会，向全省各地派出了许多共产党员担任牺盟特派员，建立抗日政权，秘密从事建立或恢复共产党组织的工作。截至1937年9月止，山西工委在全省30多个县建立或恢复了党的县委、工委和临时委员会，并在不少工厂、矿山、学校和阎锡山当局的军政机关以及晋军内建立了秘密的党组织。同年8、9月间，中共中央北方局派徐子荣参加山西工委，任秘书长。工委还根据北方局的指示，先后派工委委员赵仲池、李葆华分赴晋绥边及晋东北开辟党的工作。在山西的党组织，还有以薄一波为书记的山西公开工作委员会和王世英领导的党的特科系统。但是，它们一般不与山西工委发生横向联系。因此，除中共中央北方局领导的正太铁路工委，中共河北省委管辖的正太沿线特委，中共陕北省委管理的黄河上段、中段、下段3个工委外，山西地方党组织和阎锡山军政机关以及部队内的秘密党组织都受中共山西工委领导。中共中央派驻太原的秘密联络站（1937年9月改为八路军驻晋办事处），对山西工委的工作也给予帮助。
1937年8月，中共中央北方局移驻太原。刘少奇、彭真、杨尚昆、李大章等北方局领导人相继来到太原，更直接地指导山西工委的工作。此时，由中国工农红军主力部队改编的八路军115师、120师、129师，陆续开进山西配合友军作战。同年9月中旬，北方局在太原召开华北各省省委书记和山西、河北部分特委书记以及八路军驻晋力、事处负责人会议，决定配合八路军行动，扩大八路军，组织党领导的抗日武装，开展华北游击战争，建立抗日根据地。会后，北方局为加强山西工委的领导，调北方局组织部副部长林枫担任山西工委副书记，调115师军事干部黄骅任山西工委军事部长。1937年10月，北方局决定撤销中共山西工委，建立中共山西省委。
1937年9月13日，日军在占领大同后，沿同蒲铁路南下，向雁门关、茹越口进攻。向晋东北进犯的敌军之华北方面军第五师团，占领蔚县、广灵、涞源并向平型关进犯，企图配合关东军察哈尔派遣兵团击溃国民军第二战区主力；以大迂回态势，企图夺取太原。中共中央军委改变八路军战略部署，将原定三个师集中部署在冀察晋绥四省交界地区的计划，改变为分别配置于晋东北、晋西北、晋东南、晋西南四区，向着敌占交通线和中心城市取四面包围的态势，并开展游击战争，创建敌后抗日根据地。因此，中共中央北方局调整所属各省委、工委和特委的工作区域，决定撤销山西工委，建立山西省委。山西省委开始负责全省党的工作、扩大八路军、组织抗日武装等事宜。
同年10月，北方局先后成立了中共冀察晋临时省委、中共晋西北工作委员会和中共冀豫晋省委。原由山西省委负责的晋东北、晋西北、晋东南地区的工作和党组织分别交上述三个省委领导。山西省委则负责晋南和晋西南的工作和党组织。北方局并调省委委员、秘书长徐子荣到冀豫晋省委工作，任命晋西北党组织负贵人赵秉彝为中共晋西北工作委员会书记。原山西工委管理的阎锡山军政机关和晋军内的党组织以及国民兵军官教导团、各种训练班的党组织由山西省委领导，省委驻太原。
1937年11月，太原失守前，根据北方局的指示，省委撤离太原转移至临汾，继续开办游击干部训练班，分配毕业的学员到各地组织抗日游击队，进行游击战争，在晋西南和晋南的各县进行建党或恢复党组织的工作。山西青年抗敌决死队已分别赴晋西北、晋东南、晋西南以及绥远、察南等地开展敌后游击战争，与八路军、当地党组织共同创建根据地，原归省委领导的山西新军各部党组织就近交当地党委或八路军各级军政委员会管理。1938年2月临汾失陷后，中共山西省委转移到乡宁、吉县地区，从事开辟晋西南抗日根据地的斗争。此时晋西南地区已有5个党的特委，各县普遍建立了县委或工委，大部分区、乡都成立了区委和支部。在此期间，中共山西省委创建了自己亲自掌握的武装，对外称八路军1155师独立第一游击大队，也称黄骅支队。开始有两个连的兵力，后来发展到1个团的兵力。处于秘密状态的中共山西省委就是在黄骅支队的掩护下，以黄骅支队的名义开展活动。
1938年5月，因晋西南抗日根据地创立，且山西省委早已对全省其他地区的党组织不发生组织关系，所以中共中央北方局决定，撤销山西省委，成立中共晋西南省委，统一领导晋西南抗日根据地党、政、军、民的工作，林枫担任书记，王达成、张友清、黄骅、张稼夫、林枫担任委员。同年10月，根据中共中央关于敌后省委改称区党委的指示，中共晋西南省委改称中共晋西南区党委，仍隶属中共中央北方局领导。1939年12月，阎锡山率领发动了晋西事变，区党委根据中共中央指示，为避免基层党组织遭受破坏，决定乡吉地委及所辖汾南中心县委除留少数转入地下坚持斗争外，其余全部转移到晋冀豫抗日根据地；洪赵、中离地委和汾孝中心县委领导当地武装转战汾孝、中离山区，坚持开展党的工作和游击战争。同时，区党委决定在乡吉地区成立晋西南工委，领导乡吉地区党的秘密工作。1940年1月，中共晋西南区党委奉命转移到晋西北抗日根据地；2月与中共晋西北区党委合并组成中共晋西区党委。中共晋西南区党委撤销。
1940年初，中共中央根据晋绥地区的形势，为加强党对晋西南、晋西北地区工作的领导；于1月25日，中共晋西北区党委和中共晋西南区党委合并组成中共晋西区党委。2月7日，两个区党委正式合并(对外曾称“统一部”)。区党委直接隶属晋西北军政委员会领导，机关先后驻临县、兴县等地。4月，中共中央与阎锡出达成停止武装冲突的协议，划定以汾阳经离石至军渡的公路为晋西南与晋西北的分界线，其晋西南地区为阎军活动区域，晋西北地区为八路军、新军活动区域。此后，晋西南地区党的组织转入地下。与此同时，区党委决定撤销晋西南地区的中离地委，其机关并入临县地委。同年7月，根据党中央为着使绥远敌占区工作与晋西北连接起来，并依托晋西北之雁北地区发展绥远敌占区工作的指示，原中共绥远省委撤销，另设晋绥边区党委。同时，晋西区党委决定将晋绥边特委划归晋绥边区党委领导。
1941，区党委根据党中央制定的晋西南的工作方针，决定恢复晋西南沿黄河地区党的工作，并建立了中共沿黄河工作委员会。3月，为适应大青山地区抗日游击战争向东发展的形势，晋西北军政委员会决定，晋绥边区党委改称绥察边区党委，由晋西区党委直接领导。原属晋绥边区党委领导的雁北地委（原晋绥边特委）重新划归晋西区党委领导，并改称“第五地委”。同年8月，晋西区党委为加强党对敌占区和游击区工作的领导，将第五、八地委各划分成两个地委。第五地委分为第五、九两个地委，并相应地成立了雁北区工委，统一领导第五、九地委的工作。第八地委分为第七、八两个地委。另在忻岚公路以北地区成立了第六地委。与此同时，在晋西南地区还成立了中共晋西南工委，统一领导洪赵、乡吉、汾孝地区党的秘密工作。1942年5月20日，中共中央决定在晋西北地区成立中共中央晋绥分局，统一领导晋绥抗日根据地的工作。8月，晋绥分局正式成立，晋西北军政委员会和晋西区党委随之撤销。晋绥分局代表中央，统一领导晋西北、晋西南、绥远（大青山）三个地区的党政军民工作。1943年至1945年，晋绥分局不断对所辖系统组织多次调整。

### 中华人民共和国成立后
1949年9月1日，中共山西省委、山西省人民政府、山西省军区成立。省委书记程子华，第一副书记赖若愚。省委委员程子华、赖若愚、陶鲁笳、解学恭、裴丽生、王世英、郭钦安、韩纯德、肖文玖、康永和、马佩勋、程谷梁、吕鸿安。

## 职责
根据《中国共产党地方委员会工作条例》，中国共产党地方委员会主要实行政治、思想和组织领导，承担下列职能：
1. 对本地区重大问题作出决策。
2. 通过法定程序使党组织的主张成为地方性法规、地方政府规章或者其他政令。
3. 加强对本地区宣传思想文化工作的领导，牢牢掌握意识形态工作领导权、话语权。
4. 按照干部管理权限任免和管理干部，向地方国家机关、政协组织、人民团体、国有企事业单位等推荐重要干部。
5. 支持和保证人大、政府、政协、法院、检察院、人民团体等依法依章程独立负责、协调一致地开展工作，发挥这些组织中党组的领导核心作用。
6. 加强对本地区群团工作和统一战线工作的领导。
7. 动员、组织所属党组织和广大党员，团结带领群众实现党的目标任务。

## 机构设置
根据《山西省机构改革方案》，中国共产党山西省委员会设置工作机关15个，工作机关管理的机关1个。中共山西省委设置下列机构：
- 中共山西省委办公厅

### 职能部门
- 中共山西省委组织部
- 中共山西省委宣传部
- 中共山西省委统一战线工作部
- 中共山西省委政法委员会

（省委组织部挂省公务员局牌子。省委宣传部挂省精神文明建设指导委员会办公室、省人民政府新闻办公室、省新闻出版局（省版权局）、省电影局牌子。省委统一战线工作部挂省人民政府侨务办公室、省宗教事务局牌子。）

### 办事机构
- 中共山西省委政策研究室
- 中共山西省委网络安全和信息化委员会办公室
- 中共山西省委机构编制委员会办公室
- 中共山西省委军民融合发展委员会办公室（副厅级）
- 中共山西省委台湾工作办公室
- 中共山西省委巡视工作办公室
- 山西省机关事务管理局
- 中共山西省委老干部局

（省委全面深化改革委员会办公室、山西省国家资源型经济转型综合配套改革试验区工作领导小组办公室设在省委政策研究室。省委全面依法治省委员会办公室设在省司法厅。省委国家安全委员会办公室设在省委办公厅。省委财经委员会办公室设在省发展和改革委员会。省委外事工作委员会办公室设在省人民政府外事办公室。省委军民融合发展委员会办公室依托省工业和信息化厅设立。省委审计委员会办公室设在省审计厅。省委教育工作领导小组办公室设在省委教育工作委员会。省委农村工作领导小组办公室设在省农业农村厅。网络安全和信息化委员会办公室挂省互联网信息办公室牌子。台湾工作办公室挂省人民政府台湾事务办公室牌子。）

### 派出机关
- 中共山西省委省直属机关工作委员会

（省委教育工作委员会与省教育厅合署办公，不计入机构限额。）

### 直属事业单位
- 中共山西省委党校
- 山西省社会主义学院
- 中共山西省委党史研究院
- 《山西日报》社
- 山西省档案馆

（市委党校挂山西行政学院牌子。省社会主义学院挂山西中华文化学院牌子。省委党史研究院挂省地方志编纂委员会牌子。省档案馆挂省档案局牌子。）

### 工作机关管理的机关
- 中共山西省委机要局，由省委办公厅管理。
- 中共山西省委保密委员会办公室，由省委办公厅管理。
- 山西省精神文明建设指导委员会办公室，由省委宣传部管理。

（省委机要局挂省国家密码管理局牌子。省委保密委员会办公室挂省国家保密局牌子。）

## 历届组成人员
早期省委书记
- 程子华
- 赖若愚
- 解学恭
- 高克林

第一届（1956年8月至1965年8月）
- 第一书记：陶鲁笳
- 书记：卫恒、王世英（一1964年）、王谦 （1959年后任常务书记）、池必卿（—1963年）、朱卫华、郑林、袁振（1964年一1965年8月）、王大任（1964年一1965年8月）
- 候补书记：王大任（1958年一1964年）、黄志刚（1958年一1961年）

第二届（1965年8月一1967年1月）
- 第一书记：卫恒
- 第二书记：王谦
- 书记：王大任、朱卫华、郑林、武光汤、赵雨亭、袁振、贾俊

中共山西核心小组（1967年2月一1971年4月）
- 组长：刘格平
- 副组长：张日清

第三届省委（1971年4月一1978年3月）
- 第一书记：谢振华（一1975年5月）、王谦（1975年5月一1978年3月）
- 书记：曹中南（一1977年3月）、陈永贵、张平化、韩英（1973年5月一1978年3月）、王谦（1973年5月一1975年5月）、王扶之（1977年3月一1978年3月）、王金籽（1977年3月一1978年3月）、王大任（1977年3月—1978年3月）、王克文（1978年1月一）
- 副书记：张日清（1973年5月一1978年3月）、王大任（1973年5月一1977年3月）、王庭栋（1973年3月一1977年3月）

第四届省委（1978年3月一1985年7月）
- 第一书记：王谦（1980年10月）、霍士廉（1980年10月一）
- 第二书记：罗贵波（1978年12月一）
- 常务书记：李立功（1981年6月一）
- 书记：陈永贵（1978年3月一1979年3月）、韩英（1978年3月一1979年3月）、王扶之、王大任、李韩锁（1978年3月一1979年3月）、王庭栋、王克文、武光汤（1979年3月一）、赵雨亭（1979年3月一）、贾俊（1979年3月一）、朱卫华（1979年3月一）、阮泊生（1979年4月一）、李立功（1983年3月一1985年6月）
- 副书记：李修仁（1983年3月一1985年6月）、王森浩（1983年3月一1985年6月）、王克文（1983年3月一1985年6月）

第五届省委（1985年7月一1991年2月）
- 书记：李立功
- 副书记：王森浩、王建功（一1987年6月）、王茂林（1987年6月一）、卢功勋（1988年2月一）

第六届 （1991年3月—1996年2月）
- 书记：王茂林
- 副书记：王森浩、卢功勋
- 委员：王茂林、胡富国、卢功勋、梁国英、孙文盛、王森浩、王云龙、崔光祖、郑社奎、万良适、董云海、郭裕怀、冯芝茂、张维庆

第七届 （1996年2月—2001年10月）
- 胡富国、孙文盛、刘泽民、王云龙、郑社奎、冯芝茂、董云海、支树平、武正国、张秉法

第八届（2001年10月—2006年10月） 　　　　　　
- 田成平、张宝顺、刘泽民、侯伍杰（因严重违纪被查）、金银焕、薛延忠、段端武、申联彬、王显政、云公民（后因严重违纪被查）、申维辰、杜玉林

第九届 （2006年10月—2011年11月）
- 张宝顺、于幼军、金银焕、薛延忠、申联彬、任泽民、申维辰（后因严重违纪被查）、杜玉林、金道铭、梁滨（后因严重违纪被查）、方文平、高建民、李政文

第十届 （2011年11月1日—2016年11月5日）
- 书记：袁纯清（—2014年9月）、王儒林（2014年9月—2016年6月）、骆惠宁（2016年6月—）
- 副书记：王君（—2012年12月）、金道铭（—2014年2月，后因严重违纪被查）、李小鹏（2012年12月—2016年8月）、楼阳生（2014年6月—）、黄晓薇（2016年10月—）
- 常务委员：袁纯清（—2014年9月）、王君（—2012年12月）、金道铭（—2014年2月，后因严重违纪被查）、李小鹏（—2016年8月）、胡苏平（—2016年11月）、高建民、汤涛（—2014年9月）、李兆前（—2014年9月）、陈川平（—2014年8月，因严重违纪被查）、张少华（—2015年3月）、王建明、聂春玉（—2014年8月，因严重违纪被查）、杜善学（—2014年6月，因严重违纪被查）、白云（女，2013年2月—2014年9月，因严重违纪被查）、楼阳生（2014年6月—）、王儒林（2014年9月—2016年6月）、盛茂林（2014年9月—）、黄晓薇（2014年9月—）、吴政隆（2014年9月—2016年10月）、孙绍骋（2014年9月—）、王伟中（2014年9月—）、付建华（2014年9月—）、冷杰松（2015年5月—2016年8月）、骆惠宁（2016年6月—）、任建华（2016年10月—）

第十一届（2016年11月5日—2021年10月30日）
- 书记：骆惠宁（—2019年11月）、楼阳生（2019年11月—2021年5月）、林武（2021年5月—）
- 副书记：楼阳生（—2019年11月）、黄晓薇（女，—2018年8月）、林武（2019年1月—2021年5月）、蓝佛安（2021年4月—）、商黎光（2021年10月—）
- 常务委员：骆惠宁（—2019年11月）、楼阳生（—2021年5月）、黄晓薇（女，—2018年8月）、高建民（—2018年6月）、孙绍骋（—2017年2月）、王伟中（—2017年4月）、盛茂林（—2017年3月）、任建华（—2019年6月）、罗清宇、张吉福、王清宪（—2017年11月）、廉毅敏（—2020年10月）、吴汉圣（2017年3月—2018年12月）、商黎光（2017年6月—）、王赋（2017年6月—2018年1月）、胡玉亭（2018年1月—2021年6月）、徐广国（2018年4月—）、林武（2018年5月—）、韩强（2019年1月—）、曲孝丽（女，2019年3月—2021年1月）、王拥军（2019年6月—）、吕岩松（2019年6月—2021年9月）、李凤岐（2020年11月—）、蓝佛安（2021年4月—）、陈安丽（女，2021年4月—）

第十二届（2021年10月30日—）
- 书记：林武（—2022年12月）、蓝佛安（2022年12月—2023年9月）、唐登杰（2023年10月—）
- 副书记：蓝佛安（—2022年12月）、商黎光（—2023年9月，因嚴重違紀被查）、金湘军（2022年12月—2025年4月，因嚴重違紀被查）、张春林（2023年11月—2025年1月）、卢东亮（2025年5月—）
- 常务委员：林武（—2022年12月）、蓝佛安（—2023年9月）、商黎光（—2023年9月，因嚴重違紀被查）、王拥军、徐广国（—2024年11月）、张吉福(—2024年12月）、陈安丽（女，—2024年2月）、李凤岐（—2025年2月）、吴伟（—2024年11月）、卢东亮、韦韬（壮族，—2025年7月）、郑连生、邓玉恩（2022年8月—）、金湘军（2022年12月—2025年4月，因嚴重違紀被查）、唐登杰（2023年10月—）、胡立杰（2024年2月—）、李金科（2024年11月—）、张碧涌（2024年12月—）